# Darda-Bahn
Darda Motor ist die Bezeichnung für ein Spielzeug-Rennbahn-System, bestehend aus Spielzeug-Modellautos mit Aufziehmotoren und dazu passenden Bahnelementen.

## Darda-Motor
Die Spielzeugautos sowie die Rennbahn wurden von Helmut Darda (1927–2013), der seit 1958 Steinbearbeitungsmaschinen baute, entwickelt. Bekannt sind vor allem die Autos wegen ihres Aufziehmotors, sie lassen sich vor- und rückwärts aufziehen und können losfahren. Der Motor für die Spielzeugautos, ein Federtriebwerk, wurde 1970 von Helmut Darda entwickelt und 1984 beim Deutschen Patent- und Markenamt (DPMA) angemeldet. Der Name „darda“ wurde 1970 als Wort- und Bildmarke für die Brüder Burkhard und Gerhard Darda, die Söhne von Helmut Darda, beim deutschen Patent- und Markenamt eingetragen.
Von 1971 bis etwa 1993 wurden die Produkte von dem Unternehmen Helmut Darda Spielwaren und Maschinenbau GmbH in Blumberg/Schwarzwald hergestellt und unter dem Namen darda Motor verkauft. 1993 wurde das System an das Unternehmen Life-Like Products LLC. aus den USA verkauft und die Produktion nach China verlegt. Der Vertrieb in Europa wurde von der GWH Spielzeug Handels GmbH übernommen und in den USA von der DARDA Incorporated. In den USA und Kanada wurden die Produkte allerdings unter dem Namen darda vertrieben. 2005 kaufte die Wm. K. Walthers Incorporated den Modelleisenbahn- und Spielzeugbereich der Life-Like Products LLC. und übernahm somit auch darda Motor. 1999 wurden darda Motor-Produkte in Europa von der Vertriebsgesellschaft SIMM Spielwaren GmbH aus Roth bei Nürnberg vertrieben. 2009 kaufte die Vertriebsgesellschaft darda Motor von Wm. K. Walthers Inc.

## Fahrzeuge

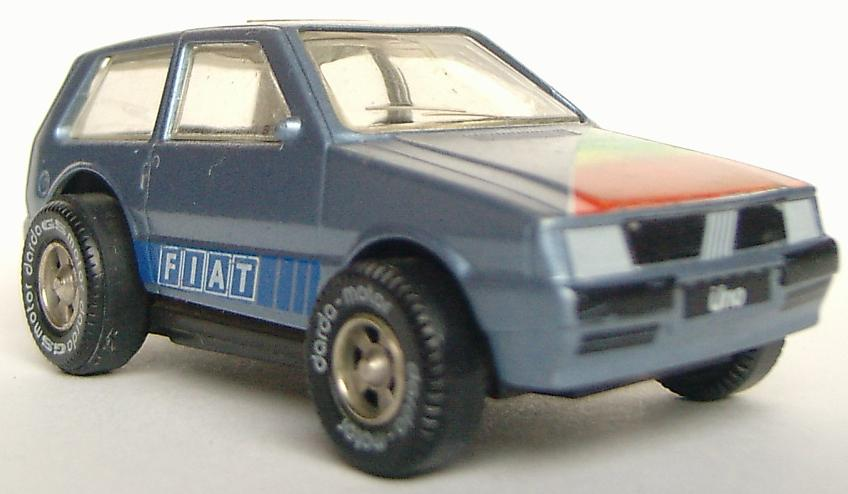
Fiat Uno
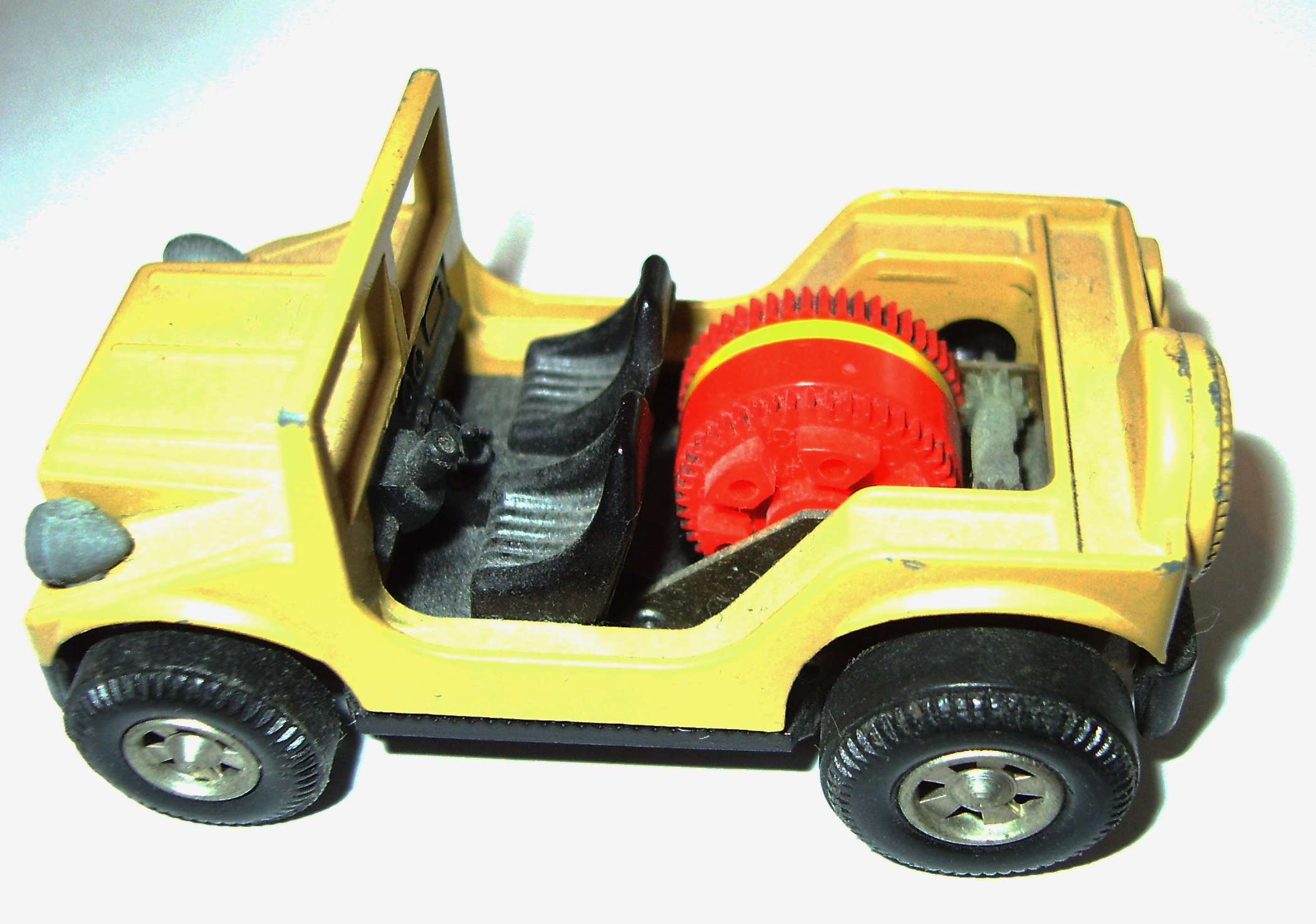
Geländewagen wohl von DKW Munga inspiriert
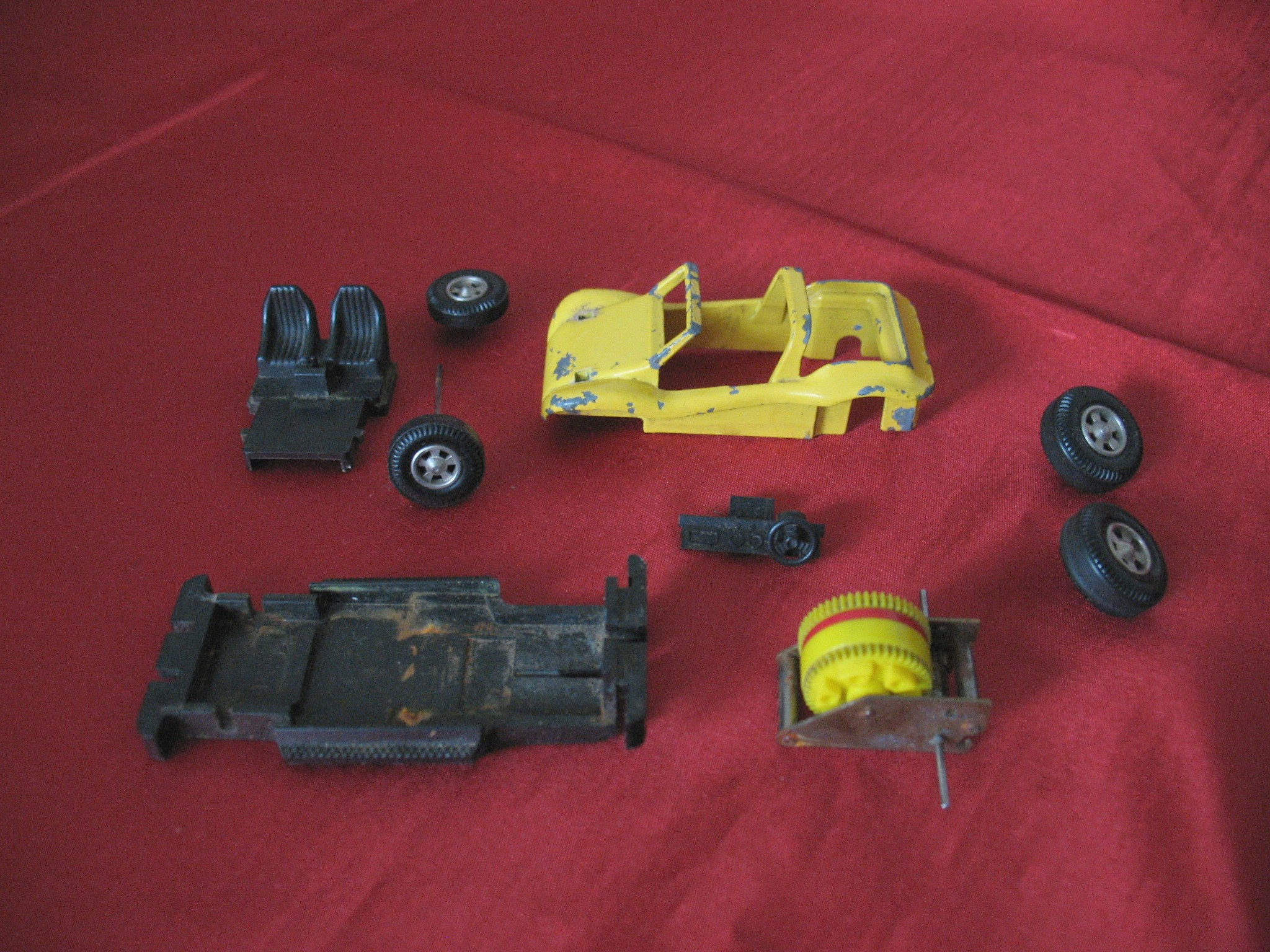
Buggy zerlegt
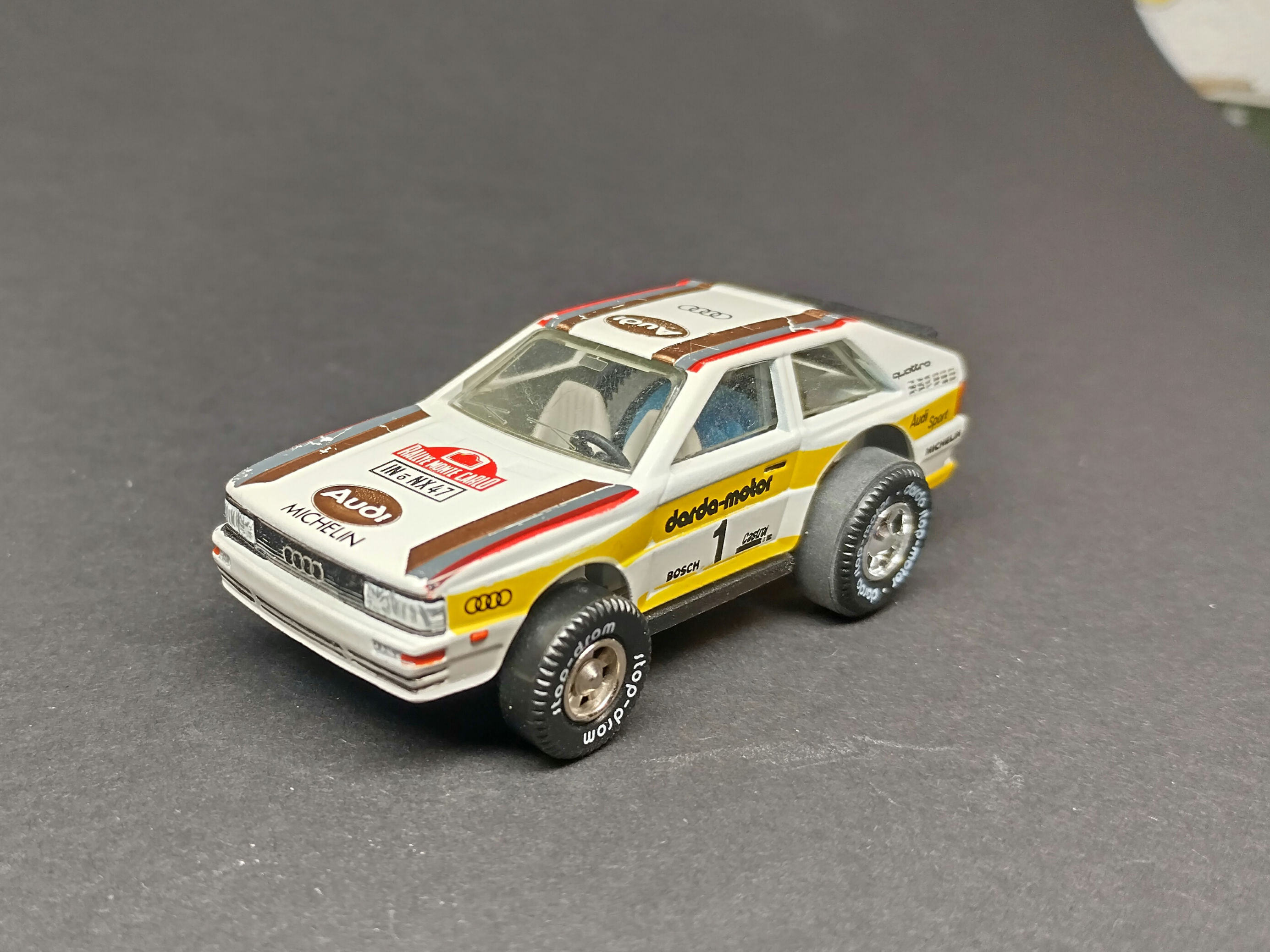
Darda Audi Quattro Custom Rallye
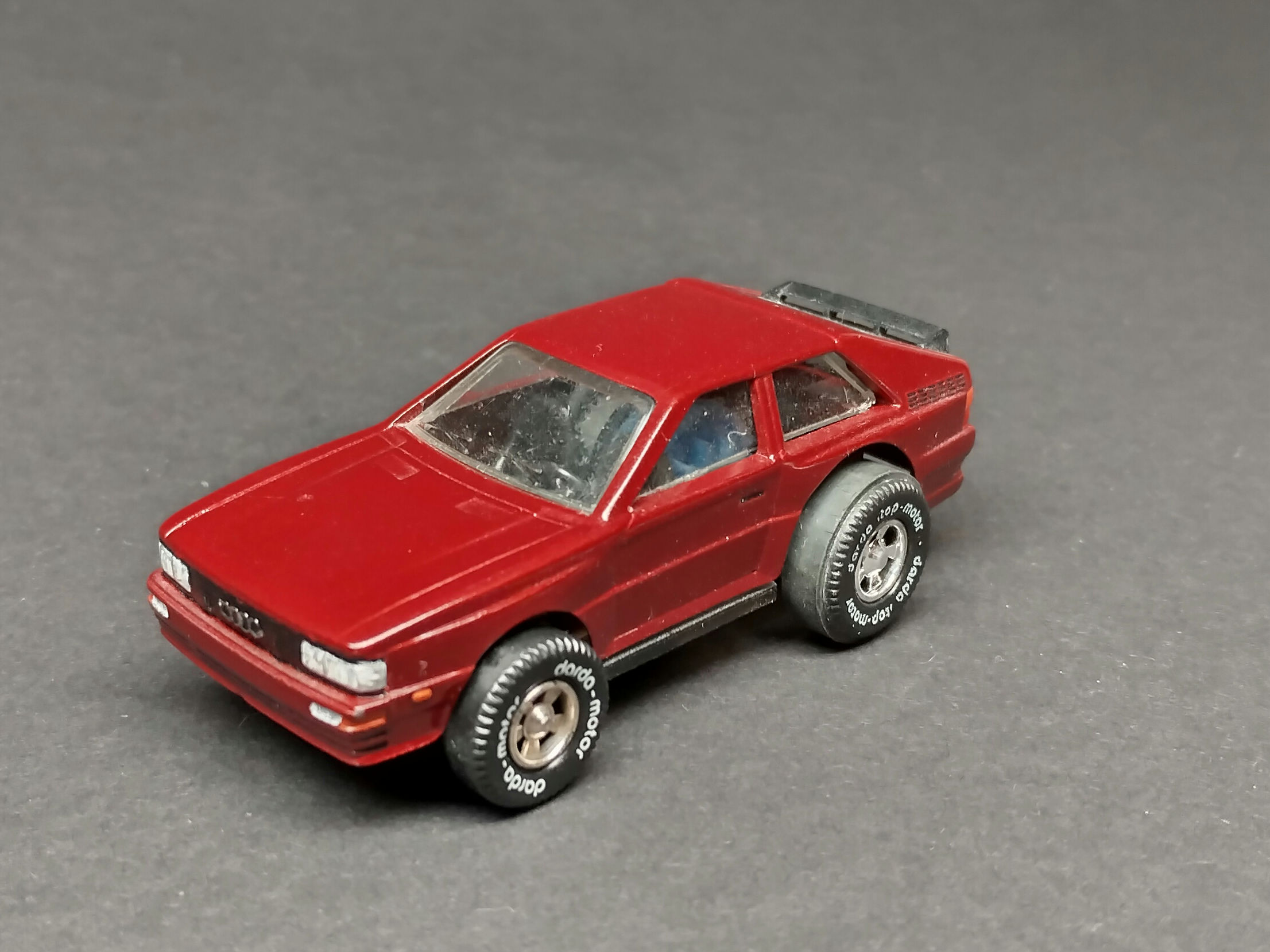
Darda Audi Quattro Custom Red

## Produktsortiment
Die Fahrzeuge etwa im Maßstab 1:60 bestehen aus einer Bodenplatte, einer Sitzgruppe, einer Metall-Karosserie (später auch Kunststoff), einer Vorderachse sowie den vor- und rückwärts aufziehbaren Austauschmotor. Die Palette reicht vom Buggy über Geländewagen und Rennwagen bis hin zum Truck. Die ursprünglichen Darda-Autos hatten einen Spritzgußaufbau und ein recht massives Kunststofffahrgestell. Dazu gibt es ein Bahnsystem aus Kunststoffschienen in verschiedenen Längen mit Steilkurven, die sich variabel zusammenstecken lässt. Eine Darda-Bahn funktioniert ohne Strom, durch den Motor werden die Fahrzeuge allerdings so schnell, dass sie mehrere Loopings schaffen können. Die Bahnen sind in den letzten Jahren von den Spielzeugautos der Marke Hot Wheels weitgehend verdrängt worden.

## Bahnelemente

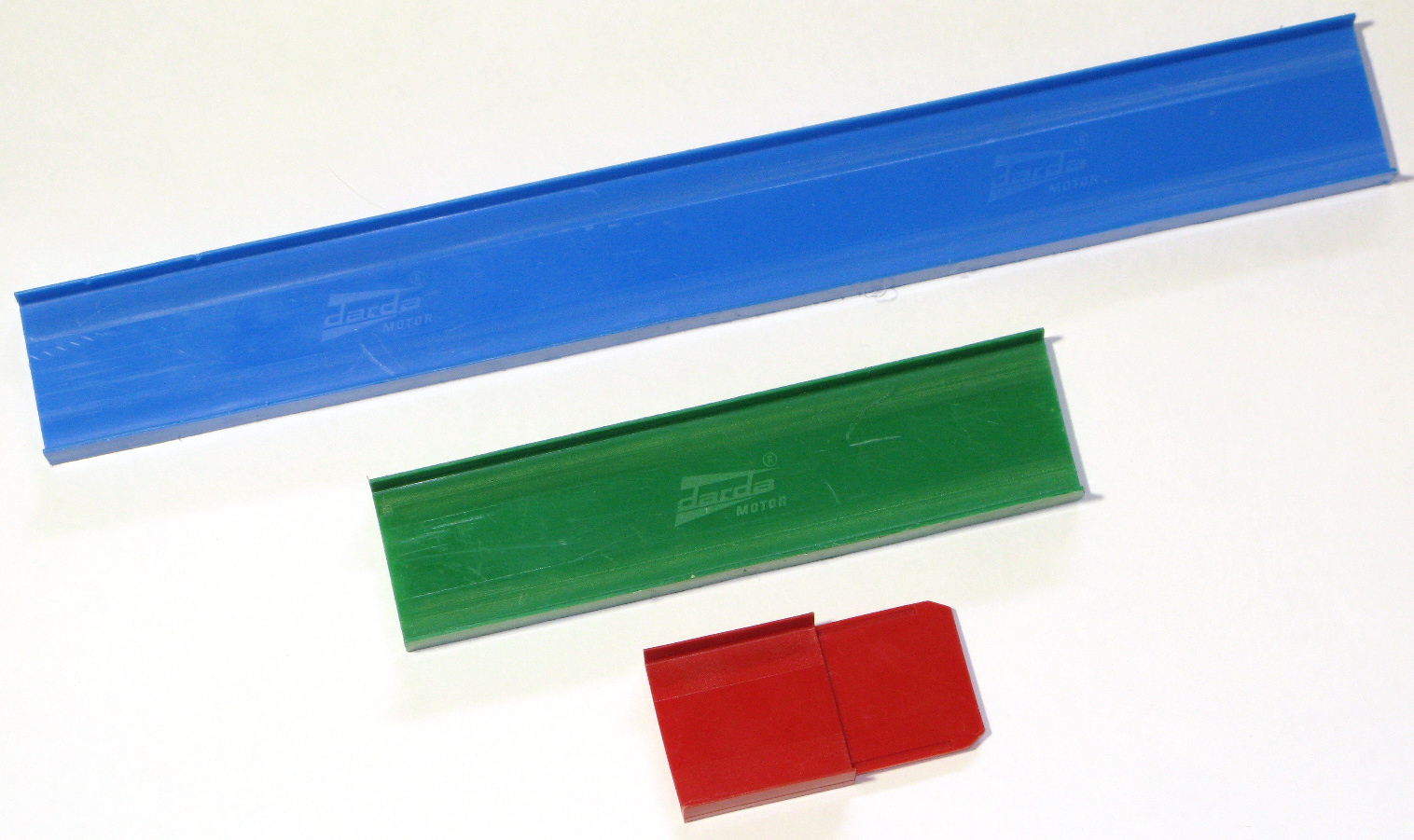
Bahnelemente
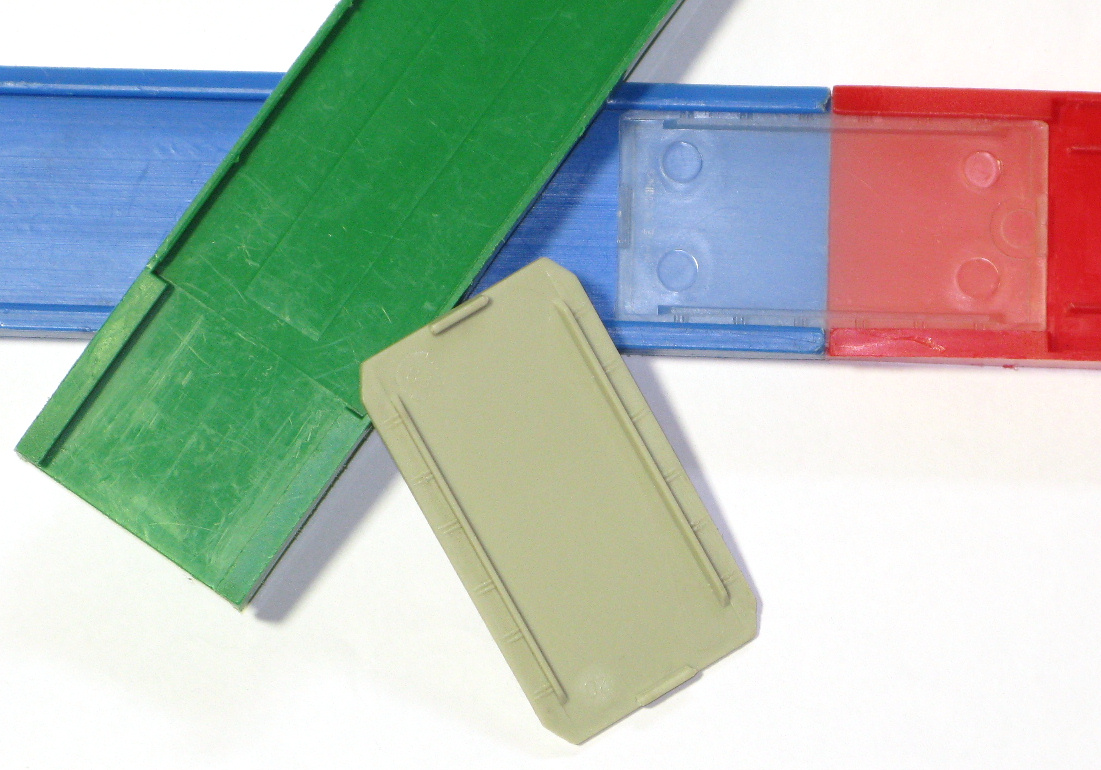
Bahn-Verbinder
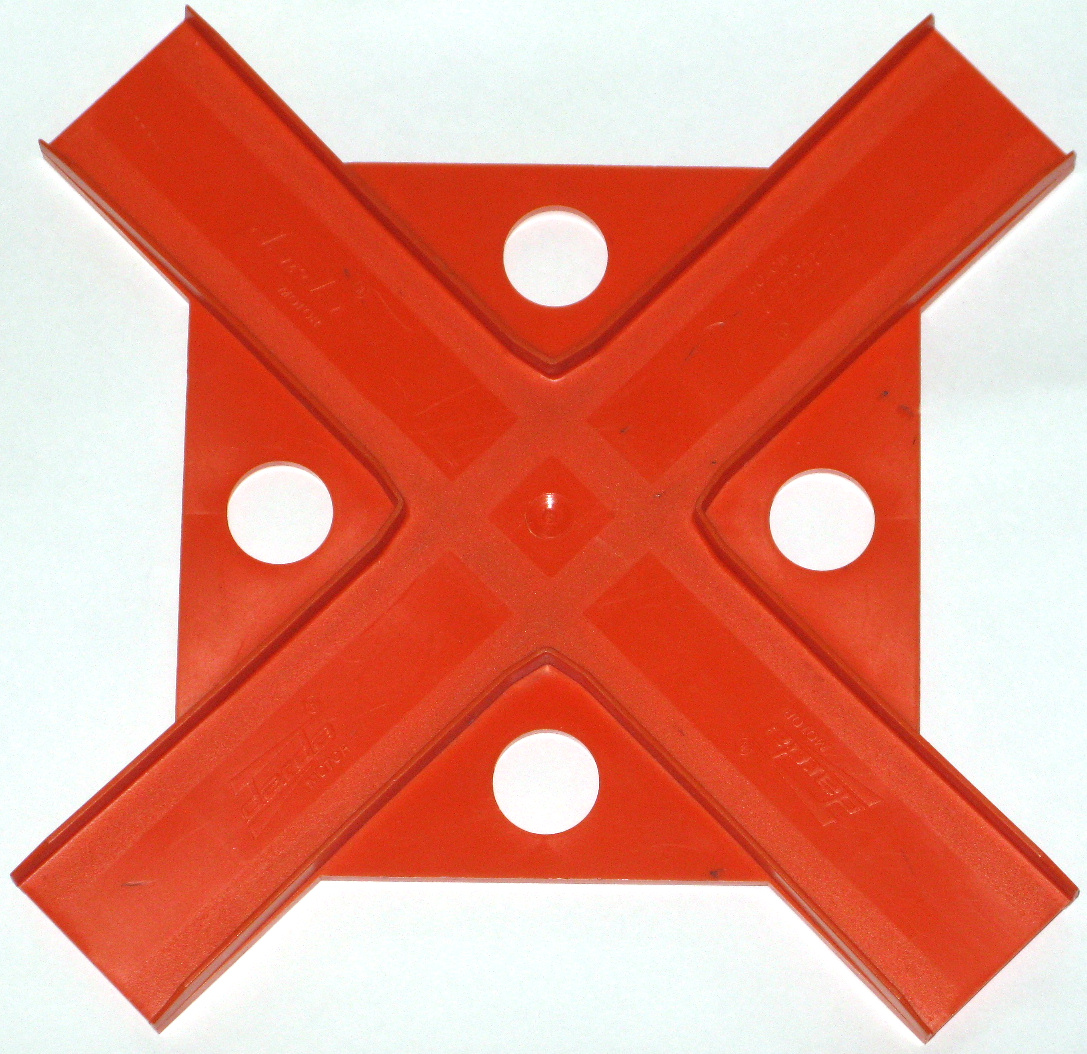
Kreuzung
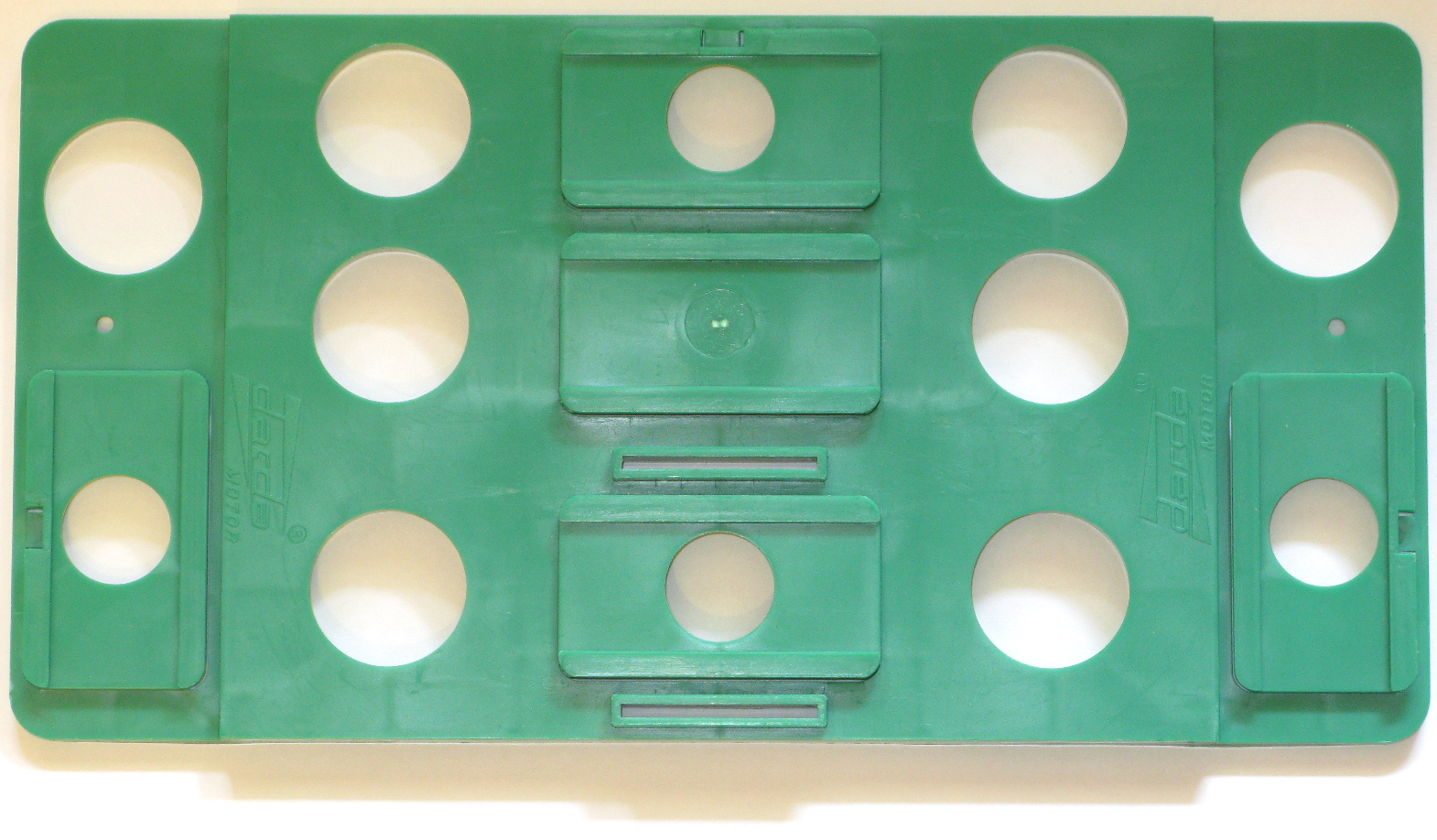
Basisplatte
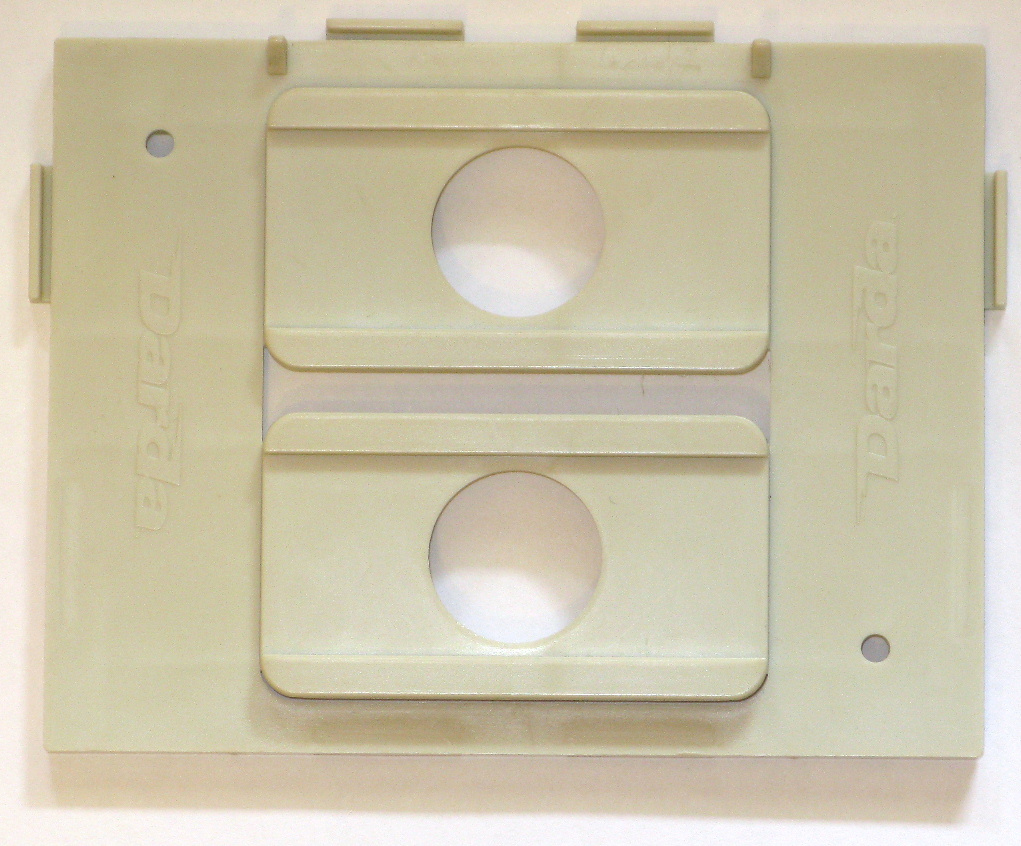
Kleine Basisplatte
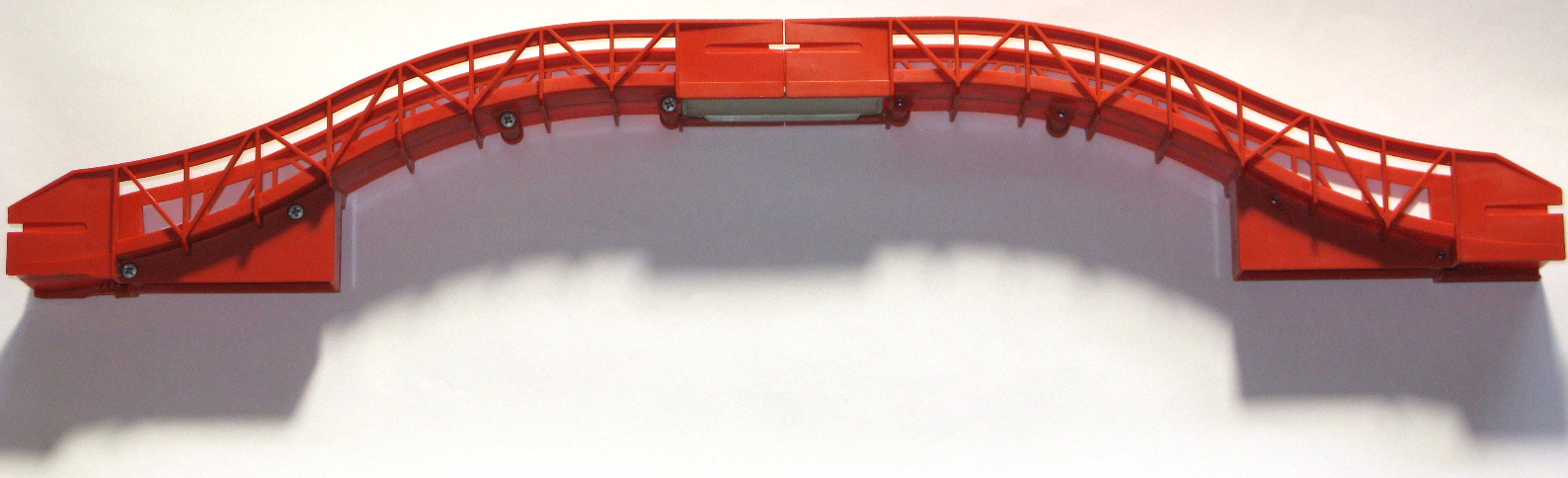
Brücke
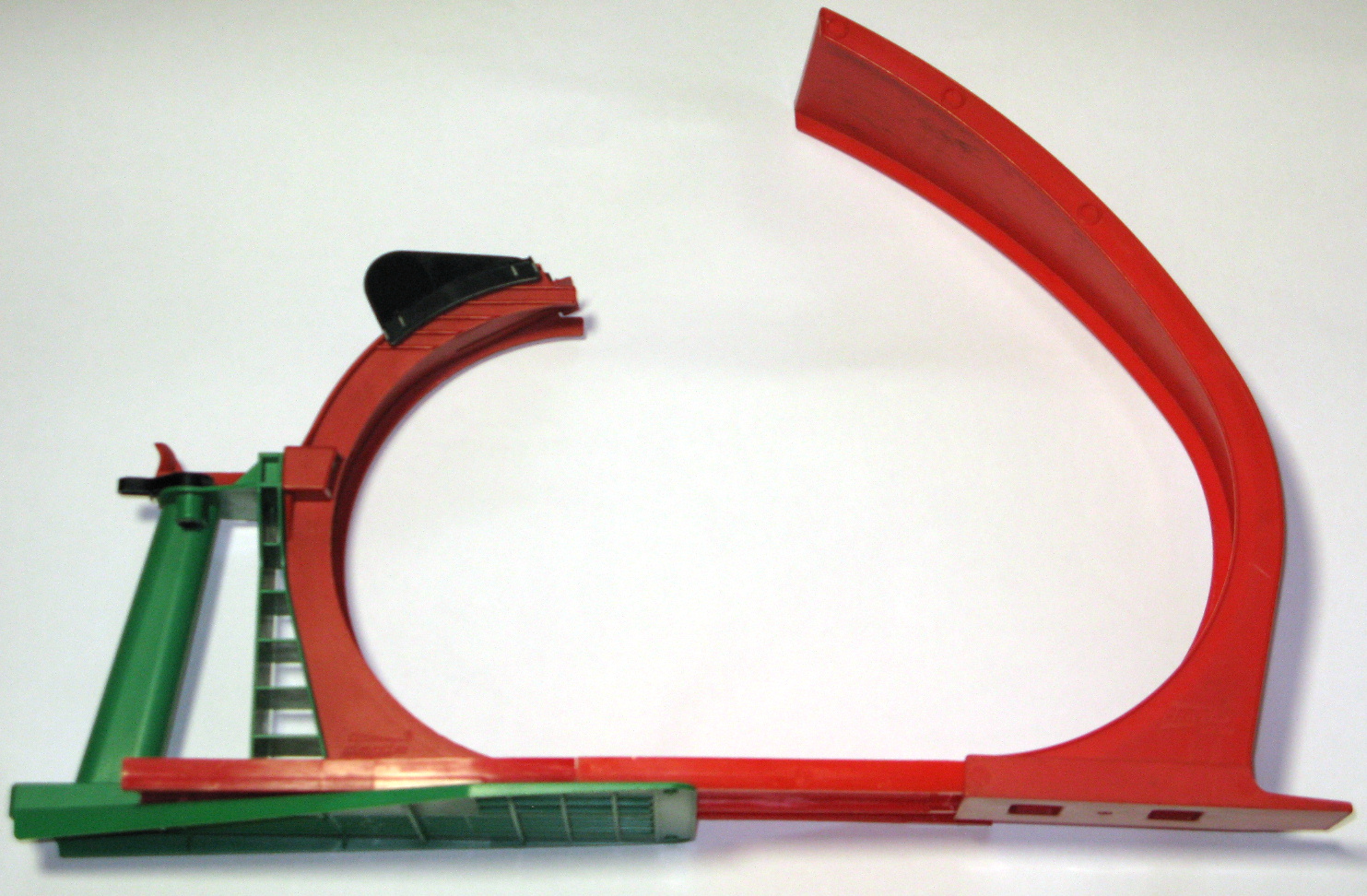
Freilooping
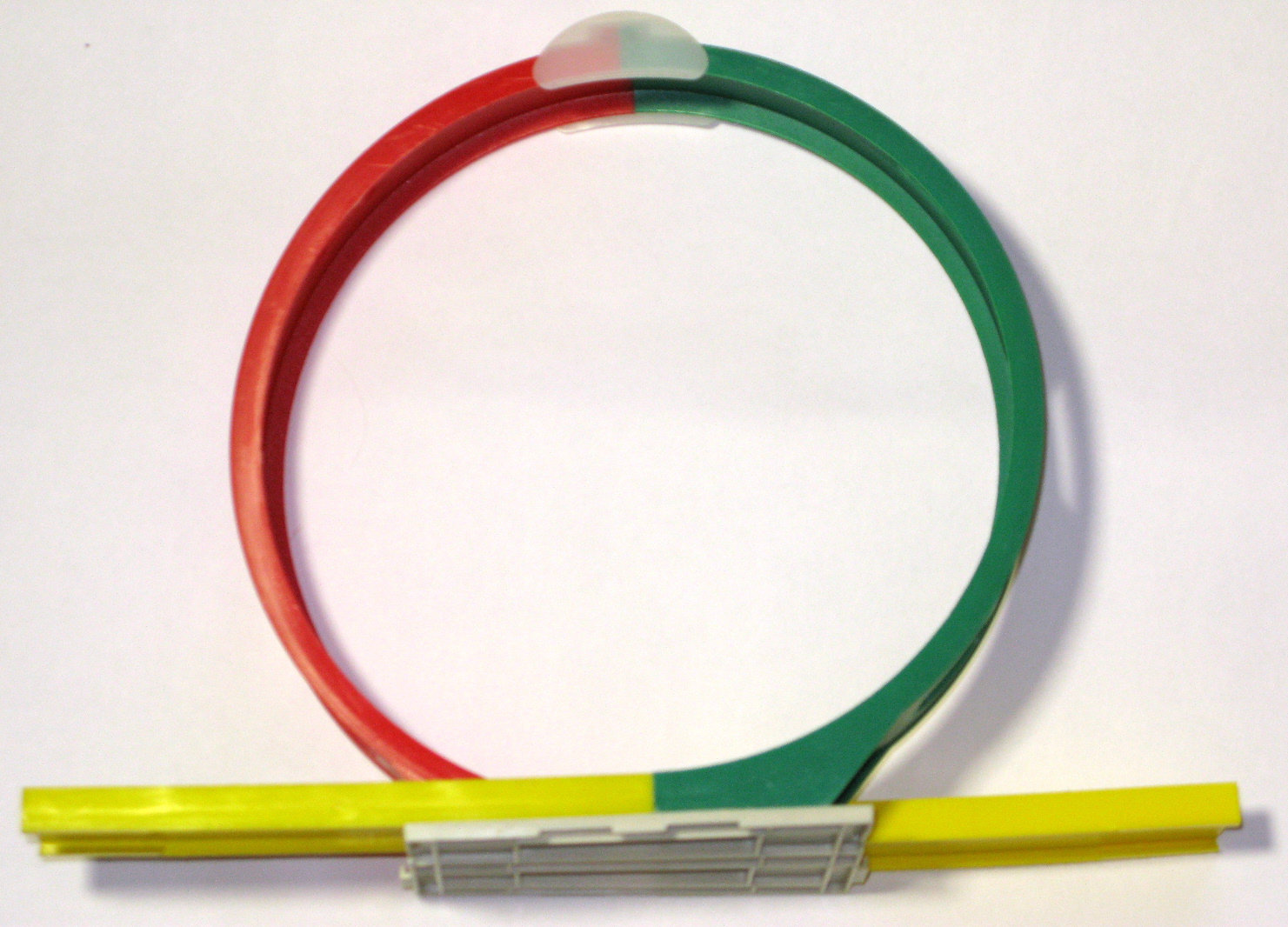
Looping
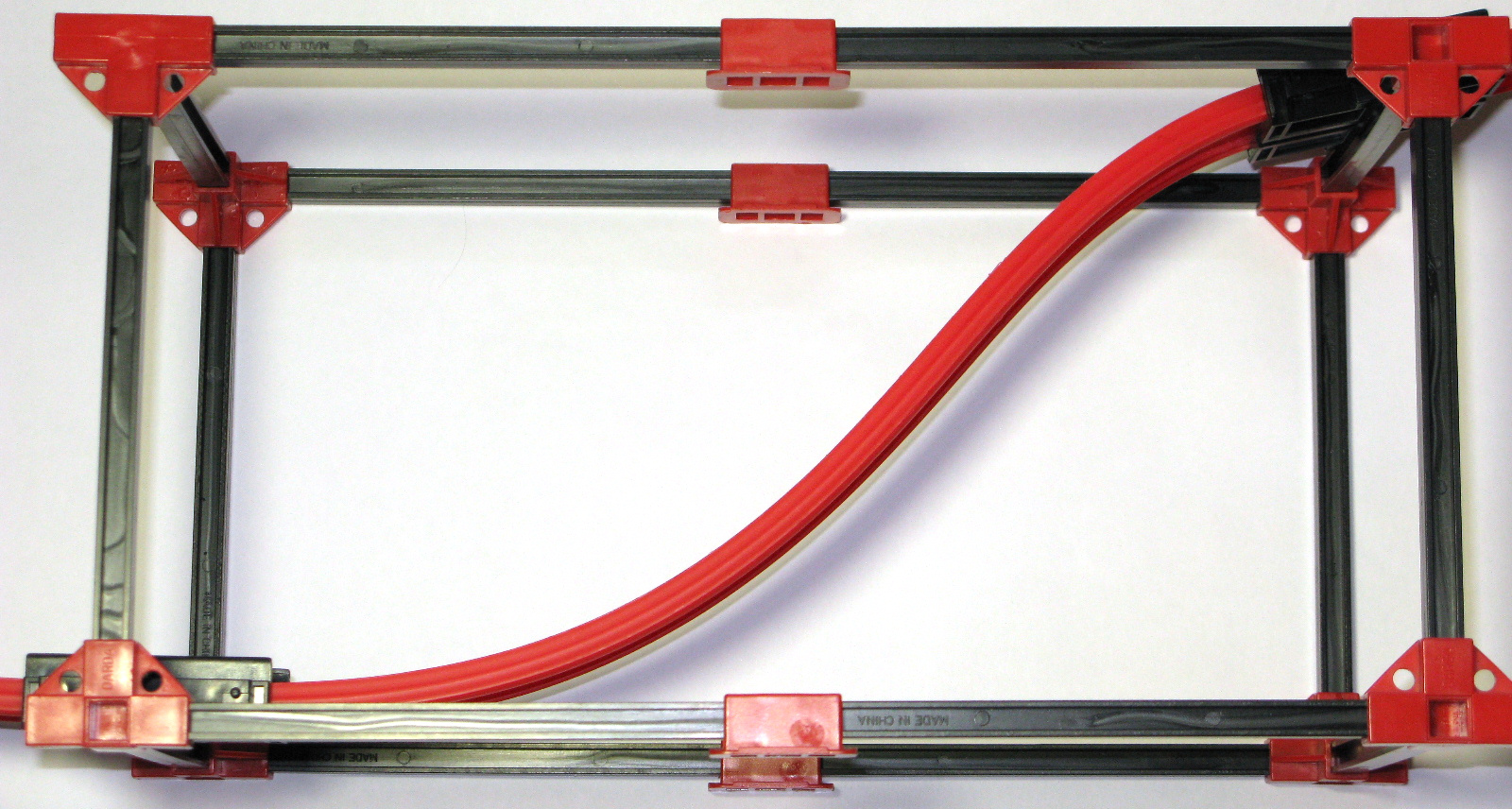
Bahn-Gerüst
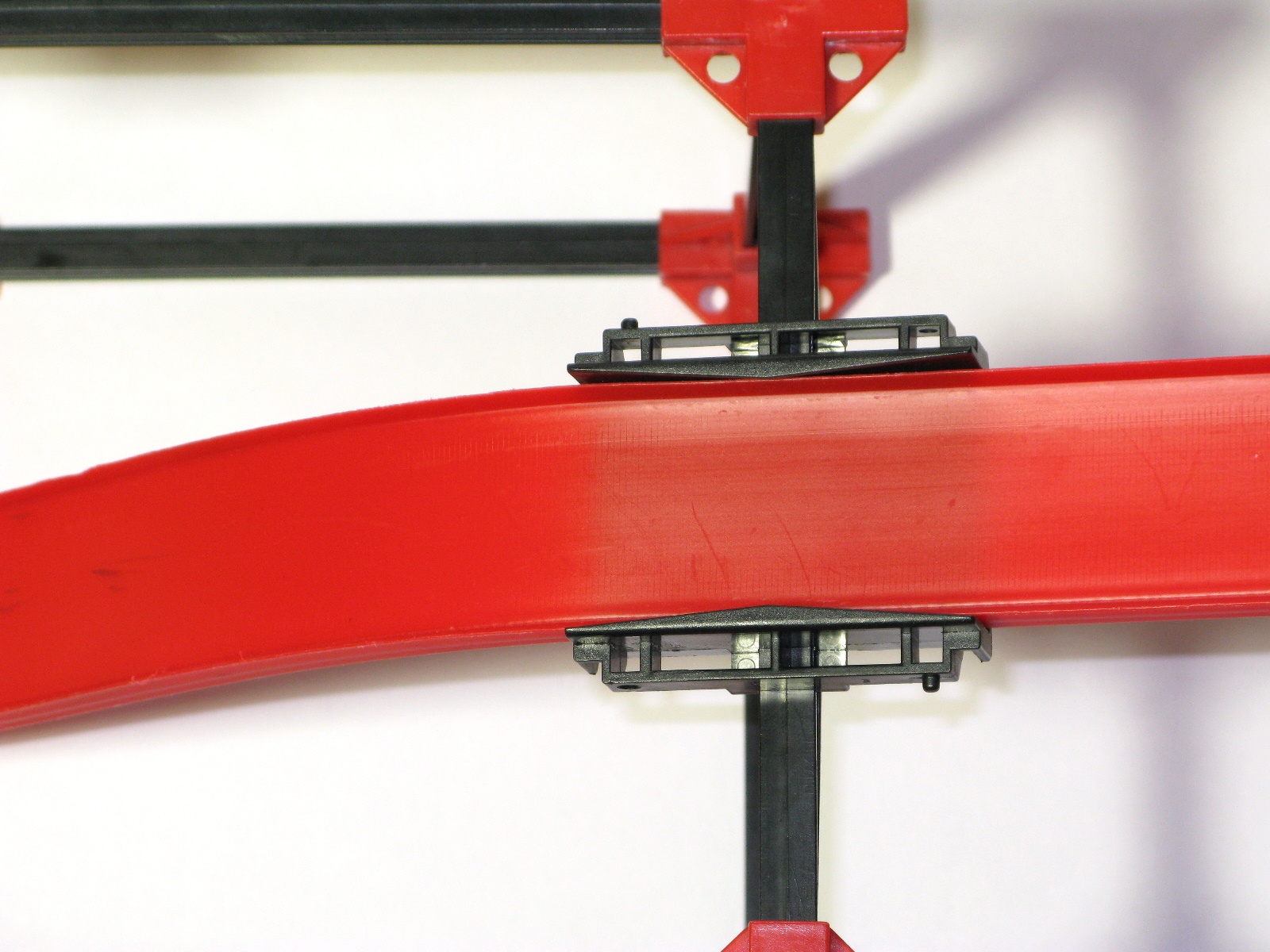
Bahn-Gerüst
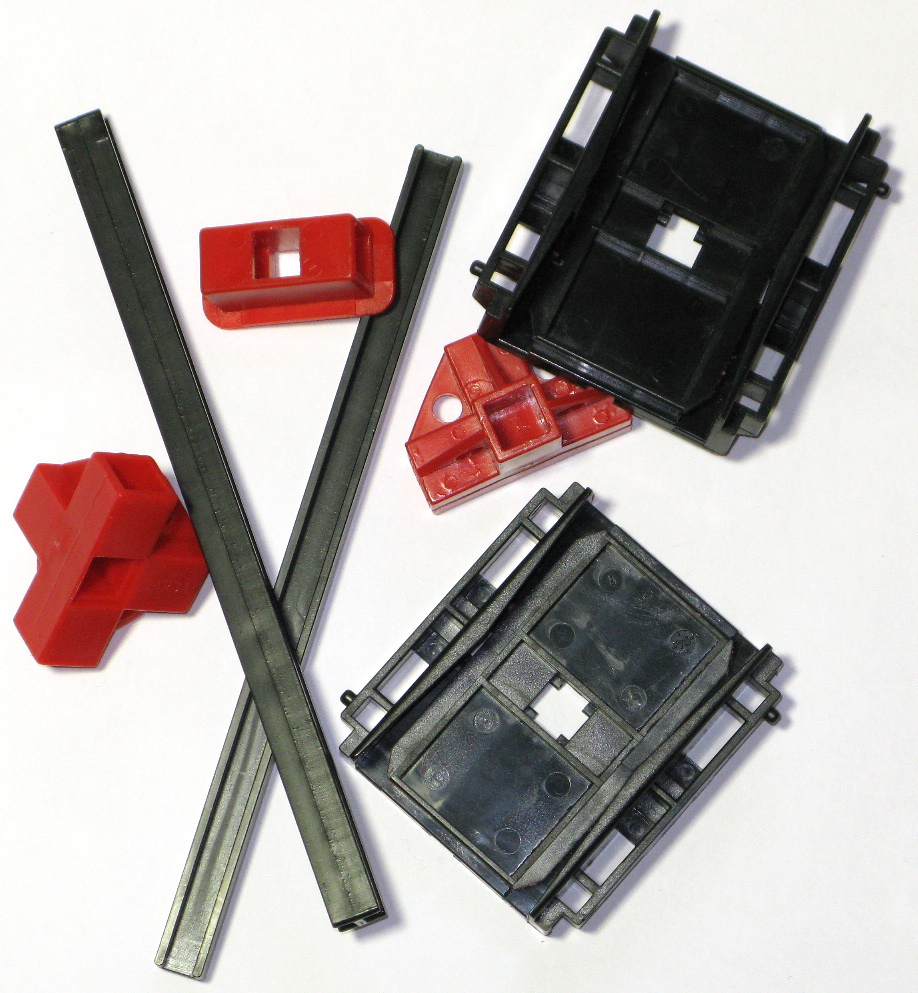
Gerüst-Bestandteile
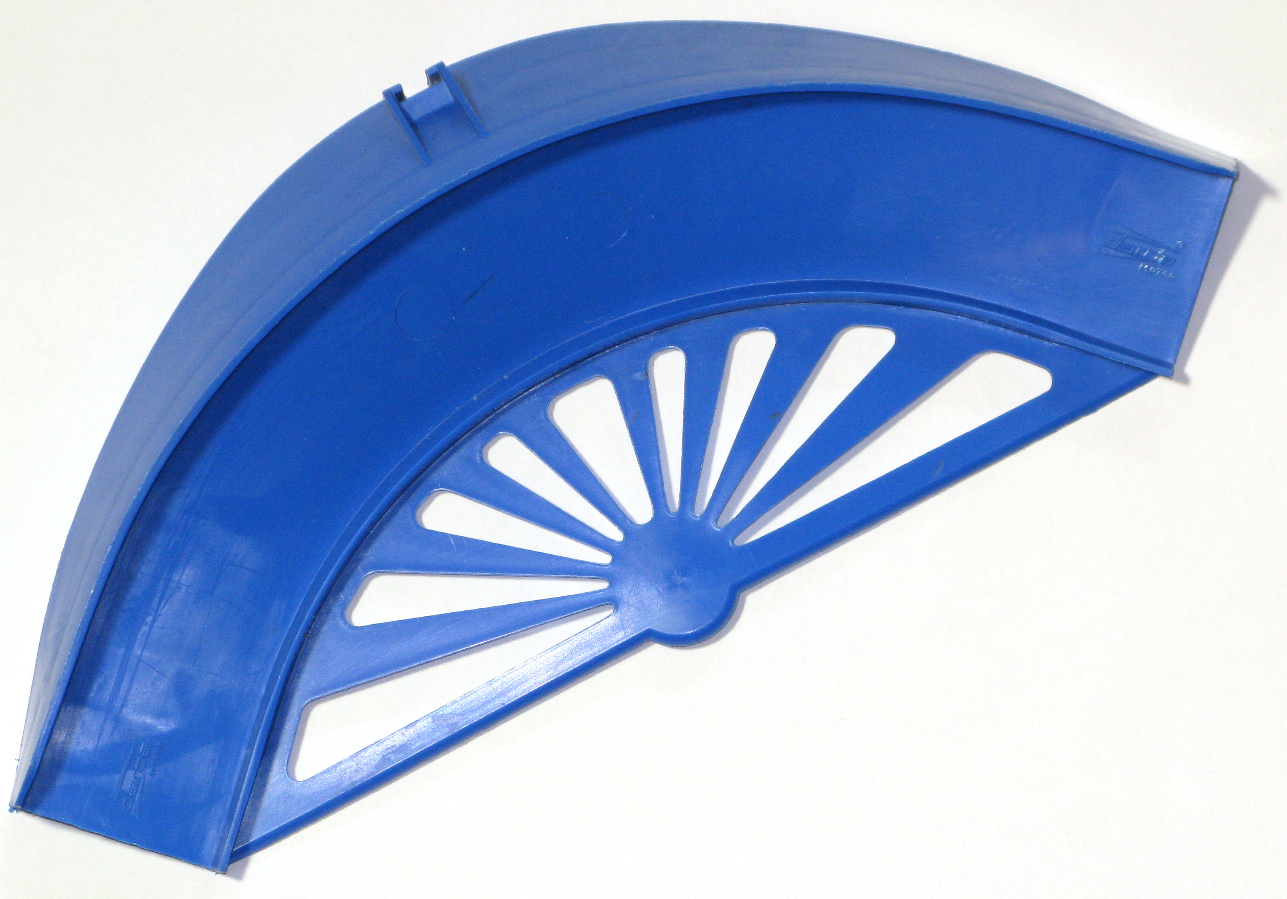
Steilkurve mit Gerüstsockel
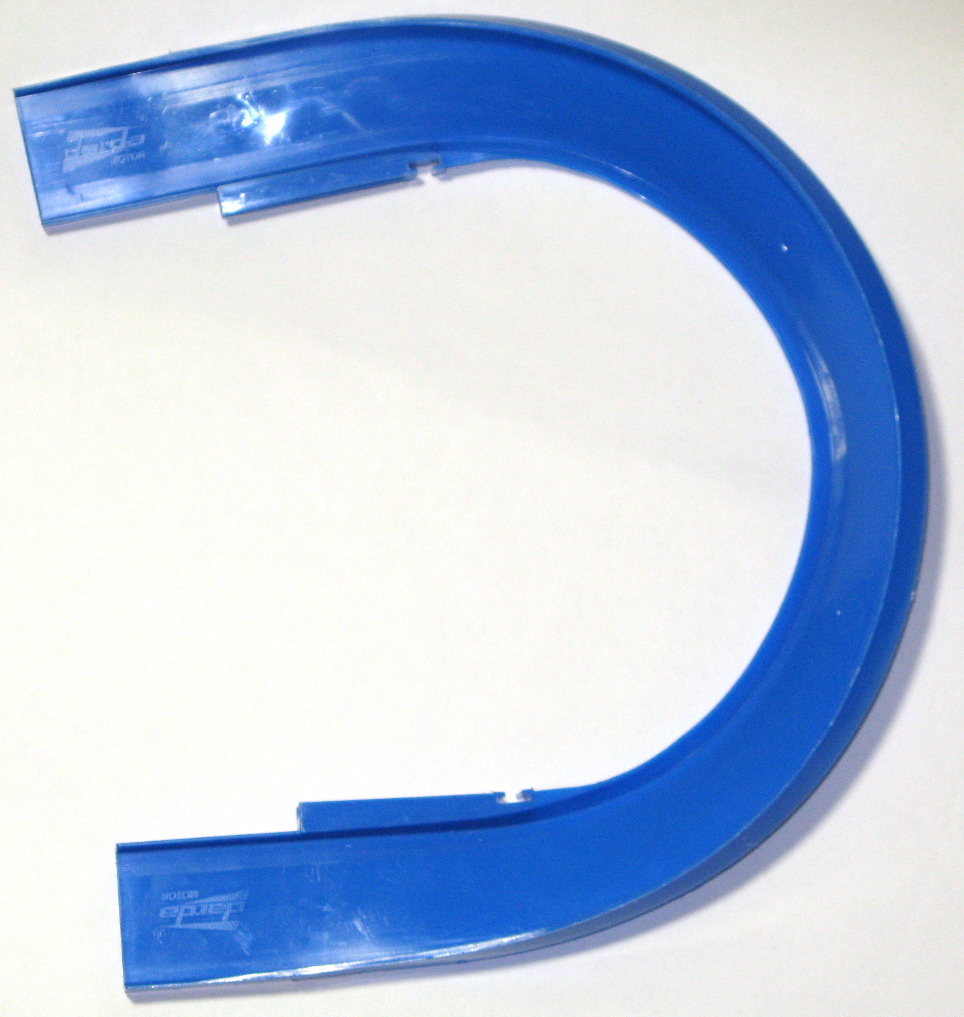
Kurve für Gerüst
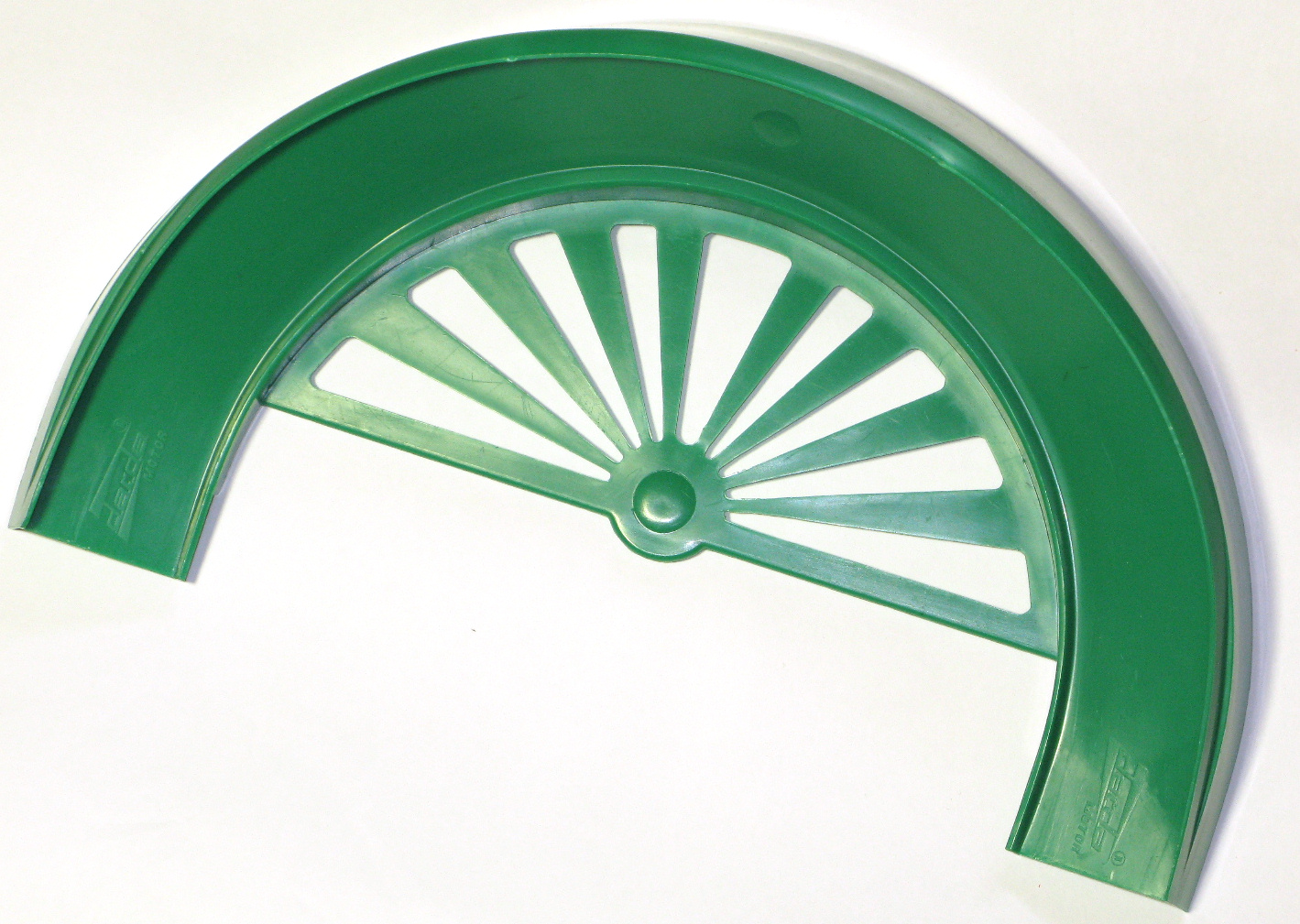
Steilkurve
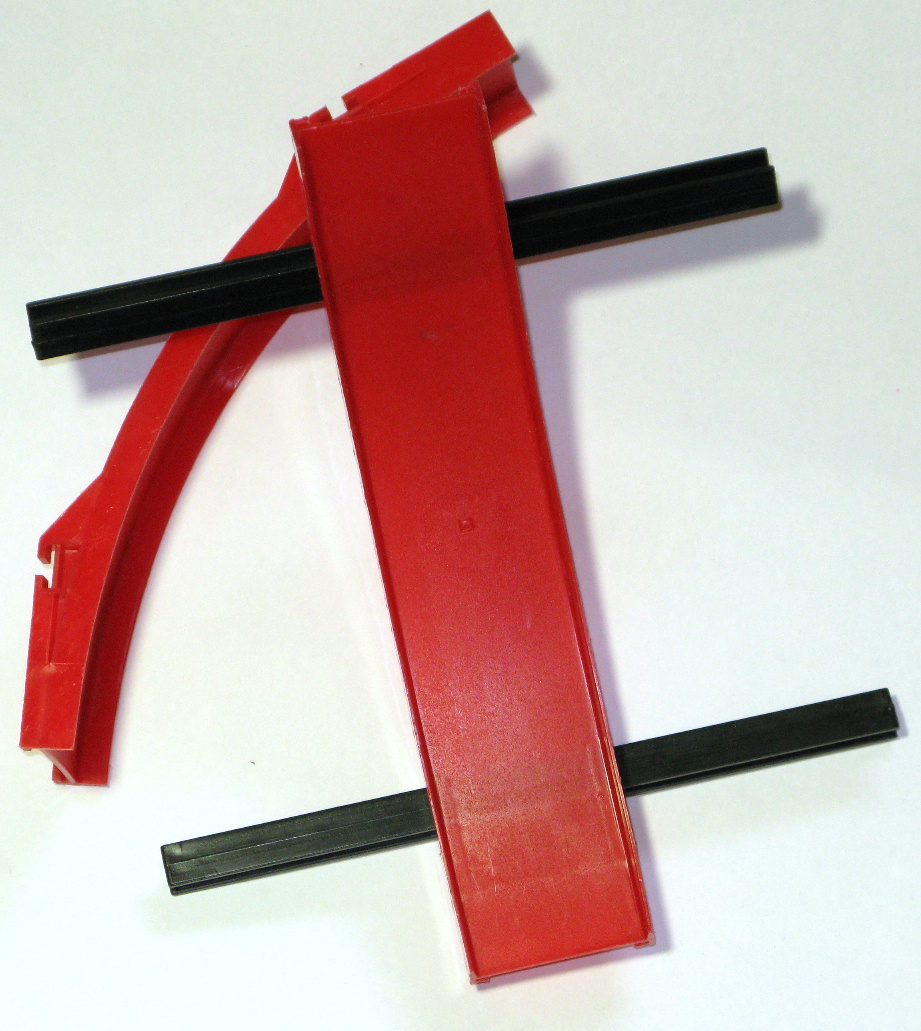
Bahn für Gerüst
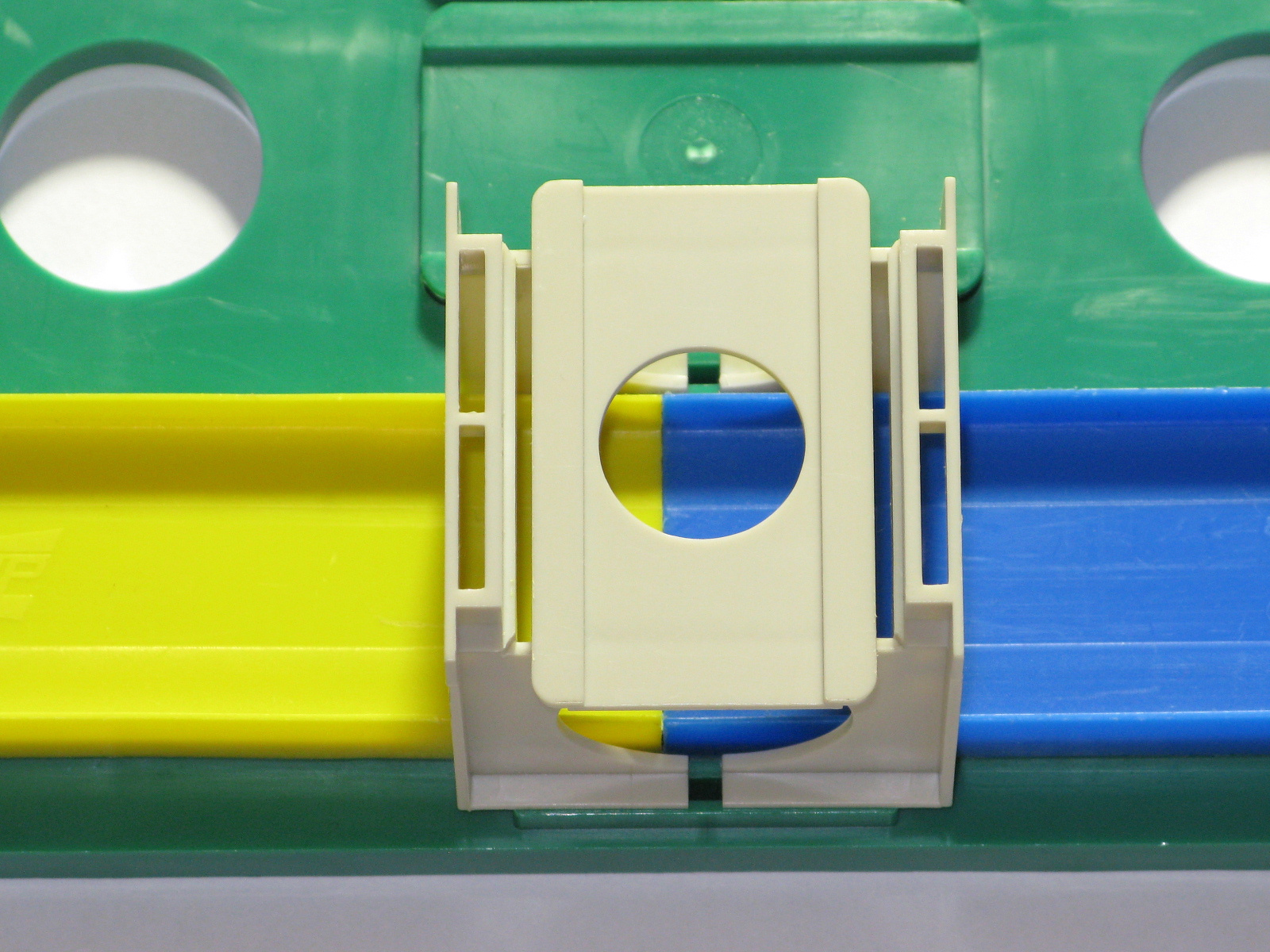
Überführung
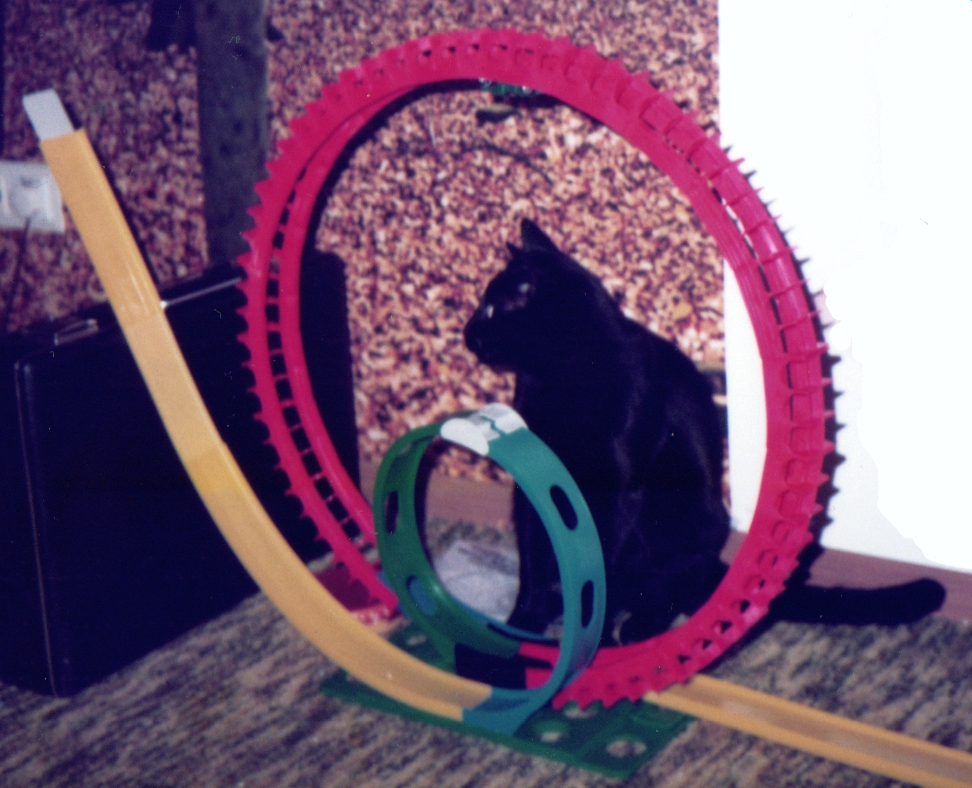
Darda-Bahn